# Maestro (film, 2014)
Pour les articles homonymes, voir Maestro (homonymie).
Pour plus de détails, voir Fiche technique et Distribution.
Maestro est un film français réalisé par Léa Fazer, sorti en 2014.

## Synopsis
Henri Renaud, acteur débutant, peu cultivé et amateur de films d'action, est engagé pour jouer dans un film d'auteur, inspiré de L'Astrée et réalisé par un cinéaste réputé, dont il ignore tout. Il doit initialement tenir un second rôle mais, par un concours de circonstances, il est amené à interpréter l'un des personnages principaux. Initialement déconcerté par l'ambiance du tournage, et surtout intéressé par sa partenaire qu'il essaie maladroitement de séduire, Henri se prend finalement au jeu. Malgré leurs différences d'âge et de références culturelles, une relation de complicité naît entre le jeune acteur et le vieux réalisateur.

## Fiche technique
- Titre français : Maestro
- Réalisation : Léa Fazer

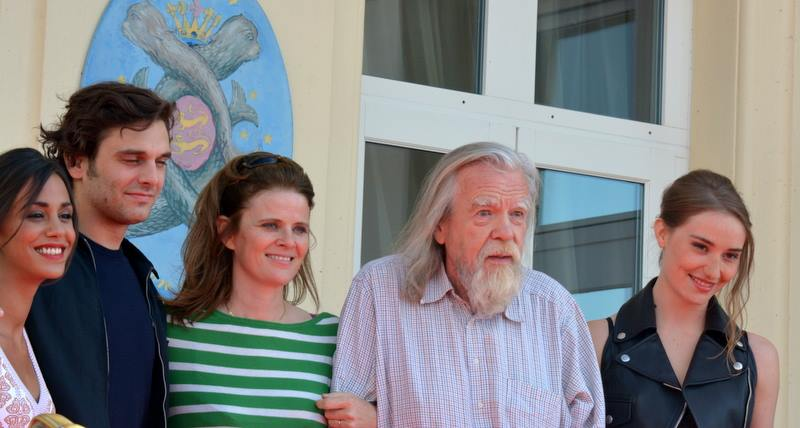
L'équipe du film au festival du film de Cabourg : de gauche à droite Alice Belaïdi, Pio Marmaï, Léa Fazer, Michael Lonsdale et Déborah François.

- Scénario : Léa Fazer et Jocelyn Quivrin
- Photographie : Lucas Leconte
- Musique : Clément Ducol
- Sociétés de production : Mandarin Cinéma, Rezo Productions
- Pays d'origine :  France
- Genre : comédie romantique
- Durée : 85 minutes
- Dates de sortie : 23 juillet 2014

## Distribution
- Michael Lonsdale : Cédric Rovère, le réalisateur (personnage inspiré d'Éric Rohmer)
- Pio Marmaï : Henri Renaud
- Déborah François : Gloria
- Alice Belaïdi : Pauline, amie d'Henri, secrètement amoureuse de Gloria
- Nicolas Bridet : Nico, le meilleur ami d'Henri
- Dominique Reymond : Francine
- Grégory Montel : Sam, l'assistant de Rovère sur le tournage
- Marie-Armelle Deguy : Marie-Jeanne
- Micha Lescot : José
- Scali Delpeyrat : l'acteur qui joue le rôle du druide
- David Colombo-Léotard : le preneur de son

## Autour du film
Maestro était à l'origine un projet de l'acteur Jocelyn Quivrin, qui avait écrit le synopsis avec Léa Fazer et comptait également le réaliser. Le film est inspiré de la rencontre de Jocelyn Quivrin avec Éric Rohmer et de leur collaboration sur le film Les Amours d'Astrée et de Céladon. Après la mort accidentelle de Jocelyn Quivrin, Léa Fazer a tenu - après avoir obtenu l'accord d'Alice Taglioni, la compagne de Jocelyn Quivrin, pour qui le rôle de Gloria était initialement écrit - à terminer le scénario et à réaliser le film. Le financement du projet a été compliqué durant un temps par l'échec commercial de Cookie, le précédent film de Léa Fazer : il a cependant pu se concrétiser grâce à divers soutiens, notamment celui de Jean-Michel Rey, qui avait coproduit Les Amours d'Astrée et de Céladon. Cécile Cassel, qui jouait également dans Les Amours d'Astrée et de Céladon, devait initialement interpréter le personnage de Pauline : retenue sur une tournée théâtrale, elle a finalement laissé le rôle à Alice Belaïdi. Maestro est dédié à Jocelyn Quivrin et à Éric Rohmer, décédés à quelques mois d'intervalle.
Jocelyn Quivrin souhaitait, dans ce film, raconter non seulement le « choc humain » vécu à l'occasion du film de Rohmer, mais également le début de son histoire d'amour avec Alice Taglioni, qu'il avait rencontrée sur un autre tournage. Léa Fazer, qui a voulu mener à bien le projet par fidélité à Jocelyn Quivrin, voit dans Maestro un « film sur la transmission » : elle le compare à un « film sur maître Yoda et Luke Skywalker ».
Bien que principalement inspiré d'Éric Rohmer, le personnage de Cédric Rovère évoque également Roger Planchon, qui avait fait débuter Jocelyn Quivrin dans Louis, enfant roi.
La phrase "Merci de m'avoir appris à payer sans marchander le prix exorbitant de la beauté", prononcée par le personnage de Henri à la fin du film, est inspirée du poème Ulysse de Nicolas Bouvier.